# Visszavásárlási jog
A visszavásárlási jog egy speciális alany – az előző tulajdonos – javára fennálló vételi jog, melyet írásban, a dolog eladásával (az adásvételi szerződés megkötésével) egyidejűleg kell kikötni. Legfeljebb 5 év időtartamra szólhat, az ezzel ellentétes megállapodás semmis. A visszavásárlási jogot az ingatlan-nyilvántartásba be lehet jegyezni az átruházott ingatlanra vagy annak eszmei hányadára.

## A hatályos szabályozás
A hatályos Polgári Törvénykönyv a visszavásárlási jogról a következőket rendeli:
Ha az adásvételi szerződés megkötésével egyidejűleg a felek megállapodnak abban, hogy a vevő visszavásárlási jogot enged a megvett dologra, az eladó a vevőhöz intézett nyilatkozatával a dolgot megveheti. A vissza-vásárlási árat a felek a visszavásárlási jog létesítéséről szóló megállapodásukban határozzák meg. Ennek elmulasztása esetén a jogosult a visszavásárlás jogát a dolognak a visszavásárlási jog gyakorlásakor képviselt forgalmi értékével azonos vételáron gyakorolhatja.

## A korábbi szabályozás
A korábban hatályos 1959. évi IV. törvény (Polgári törvénykönyv) 374. §-a tartalmazta a visszavásárlási jog szabályait.

### A visszavásárlási jog gyakorlásának módja
Az eladó a vevőhöz nyilatkozatot intéz, miszerint az eladott dolgot visszavásárolja. Egyoldalú nyilatkozattal jön létre a jogviszony (hatalmasság), a vevő a dolgot köteles visszaszolgáltatni. 

### A visszavásárlási ár
A visszavásárlási ár azonos az eredeti vételárral, az eredeti vevő azonban a visszavásárlási áron felül követelheti azt az összeget, amellyel a dolog értéke hasznos ráfordításai folytán a visszavásárlás időpontjáig gyarapodott. A visszavásárló pedig levonhatja a dolog időközi romlásából eredő értékcsökkenést.

### Az eredeti vevő felelőssége
A visszavásárlási jog kötelezettje semmi olyat nem tehet, amely meghiúsítaná vagy megnehezítené a visszavásárlást, ilyen magatartása esetén beáll a kártérítési felelőssége. Ha azonban a dolog neki fel nem róhatóan megsemmisült, a visszavásárlási jog megszűnik. Ha az eredeti vevő az adásvétel tárgyát a visszavásárlási jog megsértésével eladja, a visszavásárlási jog címzettje jogosult azt a rosszhiszemű vagy ingyenesen szerző harmadik személytől visszakövetelni, az ilyen eladás a visszavásárlásra jogosulttal szemben hatálytalan.

### Mögöttes joganyaga
A visszavásárlási jog mögöttes joganyaga az elővásárlási jog, a visszavásárlási jogra egyebekben az elővásárlási jog szabályait kell alkalmazni. Így a visszavásárlási jog ingatlan-nyilvántartásba való bejegyzése a jogot dologi hatályúvá teszi. A visszavásárlási jogot nem lehet átruházni, nem száll át az örökösre, személyes jellegű jog. 